# 반디 (가수)
반디(본명: 박채원, 1980년 9월 5일 ~ )는 대한민국의 여자 가수이며, 대표곡으로는 "여자를 사랑합니다"가 있다.

## 학력
- 동덕여자대학교 대학원 실용음악과

## 앨범
- 2006년 정규 앨범 Bandi Story